# Joseph Lyons
Pour les articles homonymes, voir Lyons.
Joseph Aloysius Lyons (15 septembre 1879 - 7 avril 1939) était un homme d'État australien. Il fut le dixième Premier ministre australien.

## Biographie
Lyons est né à Circular Head, près de Stanley en Tasmanie. Il était fils d’immigrants irlandais. Son père, Michael Lyons, était un riche fermier qui, par la suite, se reconvertit dans le commerce de la viande et du pain mais son affaire périclita par suite de son état de santé et il dut se résoudre à reprendre un travail d’ouvrier agricole. Sa mère, une femme courageuse et endurante, fit tout ce qu’elle put pour garder ses huit enfants mais Joseph dut quitter l’école à 9 ans pour entrer comme apprenti chez un imprimeur. Grâce à l’aide de deux tantes, il put reprendre l’école et suivit les cours du Philip Smith Teachers’ Training College, à Hobart qui lui permirent de devenir instituteur. Il devint aussi syndicaliste et s’inscrivit très jeune au Parti travailliste australien en Tasmanie.
En 1909, Lyons fut élu député au parlement tasmanien. De 1914 à 1916, il fut ministre des Finances, ministre de l’Éducation et des Transports ferroviaires dans le gouvernement travailliste tasmanien de John Earle. ministre de l’Éducation, il fit passer de nombreuses réformes comme la suppression des frais de scolarité pour les écoles publiques, l’amélioration des salaires et des conditions de travail des enseignants et la création des premières « high schools » de l’État tasmanien.
En 1915, il épousa Enid Burnell, une institutrice de 18 ans. C’était une femme au caractère trempé qui exerça une grande influence sur son mari pendant qu’elle élevait leurs onze enfants.
Quand le Parti travailliste australien éclata sur le sujet de la conscription en 1916, pendant la Première Guerre mondiale, Earle, un partisan de la conscription, suivit le Premier ministre fédéral Billy Hughes et quitta le parti. Mais, comme beaucoup d’Australiens d’origine irlandaise catholique, Lyons était opposé à la conscription et resta au parti travailliste dont il devint le nouveau représentant en Tasmanie.
Il fut alors le chef de l’opposition travailliste au Parlement de Tasmanie jusqu’en 1923 quand il devint Premier ministre d’un gouvernement de coalition. Il occupa ce poste jusqu’en 1928, exerçant en même temps le rôle de ministre des Finances pendant tout son mandat. Il mena une politique prudente et pragmatique, entretenant de bonnes relations avec le monde des affaires et le gouvernement conservateur de Canberra mais s’attirant quelques critiques de ses alliés unionistes. En 1928, son parti perdit les élections aux dépens du Parti nationaliste d'Australie.
En 1929, Lyons se lança dans la politique au niveau fédéral, remportant le siège de Wilmot aux élections qui virent arriver au pouvoir le travailliste James Scullin. Lyons fut nommé ministre des Postes, du Travail et des Chemins de fer.
Quand la Grande Dépression frappa l’Australie en 1930, le gouvernement Scullin se divisa sur la conduite à tenir. Lyons se fit le chef des avocats d’une politique des finances orthodoxe et d’une économie déflationniste contre l’avis du ministre des Finances, Ted Theodore (en), partisan d’une politique pro-keynesienne.

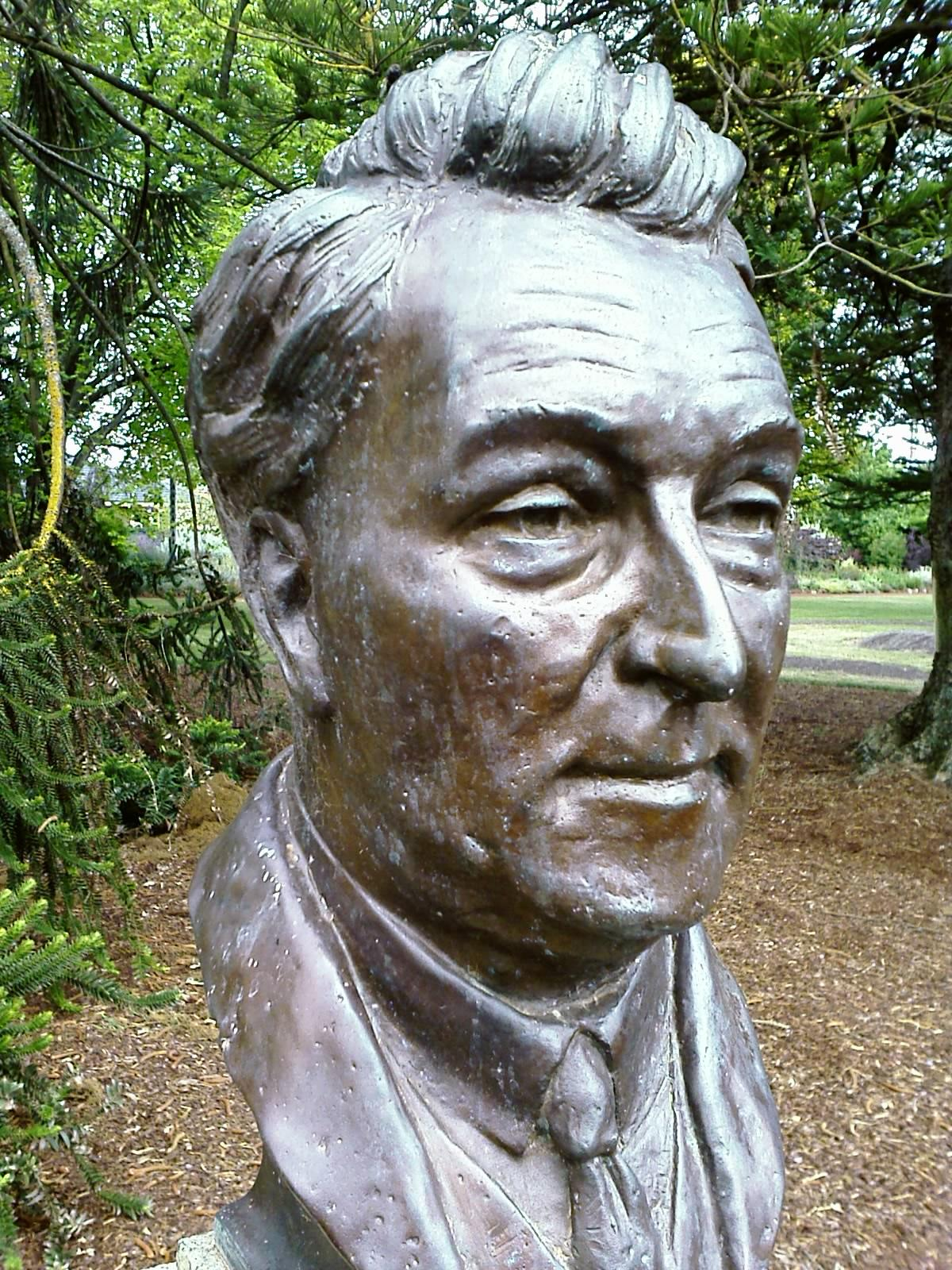
Buste de Joseph Lyons à Ballarat.

Ted Theodore dut démissionner en juin 1930, accusé de corruption, et Scullin reprit le portefeuille des Finances en plus de celui de Premier ministre. Lyons assura l’intérim de Scullin comme ministre des Finances d’août 1930 à janvier 1931 alors que Scullin était en Grande-Bretagne pour la conférence impériale.
En octobre 1930, Lyons annonça son projet de budget, insistant sur le besoin d’avoir un budget équilibré, de couper dans les dépenses et les salaires de l’État, de maintenir des taux d’intérêts bas et de faciliter les crédits pour l’Industrie.
Cette approche économique assez conservatrice lui attira les faveurs des hommes d’affaires mais se heurta à l’hostilité des membres de son parti qui étaient partisans d’aggraver le déficit pour relancer l’économie et opposés à l’idée de réduire les dépenses et salaires de l’État. Agacé par le comportement de ses collègues, Lyons commença à se laisser séduire par la proposition d’un certain nombre d’hommes d’affaires influents de Melbourne de démissionner du gouvernement pour prendre la tête d’un nouveau parti d’opposition conservateur.
Quand Scullin revint en Australie en janvier 1931, il renomma Theodore (dont il était évident qu’il ne serait pas inculpé dans l’affaire de corruption) au poste de ministre des Finances ce que Lyons prit pour un désaveu de ses projets politiques. Lyons démissionna immédiatement de son poste au gouvernement puis en mars du parti travailliste. Suivi par un autre des principaux ministres du gouvernement Scullin, James Fenton (en), et de trois autres parlementaires de l’aile droite du parti, il passa dans les rangs de l’opposition. Avec le parti d’opposition the Nationalist Party, les cinq dissidents du parti socialiste et trois parlementaires conservateurs indépendants, ils formèrent bientôt un nouveau parti, the United Australia Party (UAP), qui n’était en fait que la continuation de l’ancien parti nationaliste sous un autre nom.
Lyons fut choisi comme chef du nouveau parti (et de ce fait devint chef de l’opposition au Parlement) à la place du chef de l’ancien parti nationaliste, John Latham, car il donnait une image plus favorable du parti et notamment devrait ramener des électeurs de par ses origines travaillistes, irlandaises et catholiques.
À la même époque que Lyons passa dans l’opposition, cinq membres de l’aile gauche du parti travailliste, partisans du Premier ministre de Nouvelle-Galles du Sud, Jack Lang, quittèrent la majorité pour passer dans l’opposition de gauche et former le Lang Labor (en). Le gouvernement se retrouva sans majorité à la Chambre des députés.
Plus tard cette année-là, les partisans de Jack Lang décidèrent de voter avec l’UAP pour renverser le gouvernement et provoquer de nouvelles élections. Les élections eurent lieu en décembre 1931. Lyons et son parti offrirent une image de sérieux face à un parti travailliste éclaté et remportèrent largement les élections. Le nouveau gouvernement fut formé en janvier 1932 et Lyons devint le troisième Premier ministre d’origine travailliste à être nommé à ce poste sous une autre étiquette.
Pour son premier mandat, l’UAP disposa d’une majorité absolue mais après les élections de 1934, Lyins dut former une coalition avec les députés conservateurs du « Country Party ». Jusqu’en 1935, Lyons tint le poste de ministre des Finances en même temps que celui de Premier ministre. Pendant son mandat, il appliqua la politique conservatrice qu’il avait annoncé pendant le gouvernement de Scullin, coupant dans les dépenses publiques et réduisant la dette et il put bénéficier en même temps de la reprise économique mondiale de 1932.
Aux affaires étrangères, il soutint la Grande-Bretagne et fut un ardent défenseur de la Société des Nations. Son gouvernement chercha à trouver des terrains d’entente avec les gouvernements allemands, italiens et japonais pour éviter une nouvelle guerre mondiale mais il se prépara tout de même à la guerre en augmentant le nombre de soldats, en créant une usine d’avions, de nouvelles fabriques d’armes et de nouveaux chantiers navals.
En 1934, l’ambitieux et talentueux Robert Menzies fut élu au Parlement et apparut tout de suite comme le successeur de Lyons bien qu’il nia toujours vouloir prendre sa place. Le gouvernement gagna une troisième fois les élections en 1937, mais la situation internationale s’assombrit à la fin des années 1930 et Lyons, un pacifiste de longue date, devint très déprimé. Beaucoup crurent qu’il laisserait sa place à Menzies qui avait démissionné du gouvernement pour protester contre son inaction mais Lyons ne démissionna pas. Le 7 avril 1939, Lyons mourut subitement d’une crise cardiaque à Sydney à l’âge de 59 ans.
Il fut le premier Premier ministre à mourir dans l’exercice de ses fonctions, ainsi que le seul à être originaire de Tasmanie et à en être élu.
Sa veuve fut la première femme à être élue députée au Parlement fédéral et la première à entrer au Cabinet de Robert Menzies où elle fut nommée « Vice-President of the Executive Council », un poste honorifique.